# Forza Horizon 3
Forza Horizon 3 é um jogo de corrida, desenvolvido pela Playground Games e publicado pela Xbox Game Studios Exclusivamente para Xbox One e Windows 10 para o dia 27 de Setembro de 2016 e removido da loja da Microsoft em 27 de Setembro de 2020.
É o terceiro titulo da franquia Forza Horizon e o nono título da série Forza.

## Jogabilidade
Forza Horizon 3 é um jogo de corrida de mundo aberto ambientado na Austrália, com um mapa duas vezes maior que o mapa de Forza Horizon 2, variando de superfícies e ambientações, como praias e deserto. Com cerca de 350 veículos no lançamento e com varias estações de rádios, com os mais variados estilos de musica eletrônica, Rock, Hip Hop e Punk. Dentre as estações estão as famosas Bass Arena, Horizon Pulse e Hospital Records, e as novas Epitaph Records, Vagrant Records e Future Classic e conta com a inclusão da Groove radio, uma radio que tocará as suas playlists de musica pessoal a partir da nuvem pelo One Drive.
Uma das novidades está a volta da Auction House e a adição da Storefront,
Auction House é onde os jogadores poderão leiloar ou vender seus carros, com configurações ou pinturas exclusivas. Possui um sistema de classificação que identificará os mais ativos na comunidade.
Storefront é onde os jogadores poderão mostrar as suas criações, como pinturas, configurações de ajustes, criação de vinil personalizada e fotos. É possível seguir criadores e ser notificados quando eles inserirem novas criações ao catalogo pessoal
O jogo apresenta também o modo cooperativo para até 4 jogadores, multiplayer e campanha solo. Entre os destaque que jogo apresenta está o cross-plataforma; onde jogadores de Xbox One e Windows 10 irão se juntar no multiplayer, e apoio do mais novo programa Xbox Play Anywhere; serviço o qual o jogador poderá comprar digitalmente o game na Xbox Store ou na Windows Store, e irá jogar em ambos sem custo adicional, incluindo o save-game e as conquistas da Xbox Live.

## Expansões e DLC

### Forza Horizon 3: Blizzard Mountain Expansion (2016)
Leva o jogador a desafios em montanhas congeladas, além de incluir novos carros.

### Forza Horizon 3: expansão de Hot Wheels (2017)
Traz para o jogo o universo da Hot Wheels, com novos veiculos.

### Recepção das Expansões
As expansões foram muito bem recebidas pela crítica.No Metacritic a expansão do Hot Wheels teve 87/100 para Xbox One e 7,5 do público. Para o PC ainda não tem nota da crítica,mas o público deu 5,1(misto).
Já a da neve,ocorreu algo parecido, a versão para PC também teve revisões mistas do público. A versão para Xbox teve avaliações favoráveis da crítica.

## Desenvolvimento e lançamento
Forza Horizon 3 é um jogo desenvolvido pela Playground Games e foi anunciado em 13 de junho de 2016, durante a conferência da Microsoft na E3. O jogo foi lançado em 27 de setembro de 2016, e os donos da versão Ultimate Edition, tiveram acesso em 23 de setembro, junto com seis pacotes de carro para download, e o acesso para carros exclusivos e eventos. Na capa estão os veículos  Lamborghini Centenário, e Ford F-150 Raptor 2017.
Tecnologia State-of-the-art
Foi criada uma plataforma onde foram usadas câmeras de 12K HDR, capturando milhares de fotos, em um time-lapse de 24 horas, formando as mais variedades de formações e cores de nuvens, e que foram introduzidas nos céus de Forza Horizon 3, ou seja quando o jogador olhar para o céu de Forza Horizon estará olhando para o verdadeiro céu da Austrália.
Horizon Blueprint
Com o Horizon Blueprint os jogadores serão capazes de editar os eventos pré-criados, mudando a rota a seguir, horário do dia, condições climáticas, carros elegíveis, musica a ser tocada na rádio entre outras mais. É possível compartilhar esses eventos editados, com as mesmas recompensas dos eventos originas.
Drivatar Lineup
Com o recurso Drivatar Lineup, é possível contratar drivatars de amigos e deixa-los que acompanhem em seu jogo, desafiando-os para corridas. Há um numero específicos de contratações.
Add-ons
Forza Horizon 3 é compatível com os add-ons que beneficiam o jogador no jogo. Incluindo o 'Passe de carro" e o "membro VIP'. O Passe de carro dá ao jogador a cada mês durante 6 meses, um pacote com 7 carros via DLCs para o jogo. O membro VIP oferece ao jogador um número de carros entre outros benefícios, como eventos exclusivos..

## Recepção

### Crítica
Forza Horizon 3 foi aclamado pela critica recebendo aprovação de 91% no Metacritic na versão de Xbox One e aprovação de 86% na versão para PC A IGN deu 9,5/10 e chamou o jogo "Um triunfo total" A Yahoo também chamou o jogo de triunfo mais diz que lhe falta criatividade
A Voxel aclamou o game mais deu uma opinião parecida com a Yahoo e dizendo que"Forza Horizon 3 veio cercado de altas expectativas e corresponde à quase todas com excelência, mas já começa a demonstrar sinais de cansaço",mas, ele critica a história do game dizendo que: "Apesar de ambiciosa, proposta da história é meio confusa...... o que faz com que a aplicação de algumas mecânicas novas seja feita de forma superficial". A IGN Brasil deu 9,5 ao jogo e diz que "Com muita liberdade, variedade e gameplay profundo, Forza Horizon 3 é um dos melhores jogos de corrida já feitos"
A GameSpot aclamou o jogo mas diz que é muito parecido aos antecessores, ele não gostou do enredo mas elogiou a tentativa de "sair da zona de conforto"

### Vendas
Forza Horizon 3 vendeu mais de 2,5 milhões de unidades

## Reconhecimento
Forza Horizon 3 ficou na lista dos melhores de 2016 em vários sites. A IGN o colocou como o segundo melhor jogo para Xbox One de 2016 perdendo apenas para Gears of War 4 e como o melhor jogo de corrida também.
Na lista do Metacritic dos 50 melhores jogos lançados da década de 2010 Forza 3 ficou em quadragésimo oitavo lugar.
No The Game Awards 2016, Forza Horizon 3 ganhou o prêmio de "Melhor Jogo de Esporte/Corrida".